# Pardosa nigra
Pardosa nigra là một loài nhện trong họ Lycosidae.
Loài này thuộc chi Pardosa. Pardosa nigra được Carl Ludwig Koch miêu tả năm 1834.